# ダブル・テンプテーション
『ダブル・テンプテーション』（The Right Temptation）は、2000年のアメリカ映画。劇場未公開作品。
元刑事の女探偵が、依頼人の夫と関係を持ち、殺人事件に巻き込まれていくエロティックサスペンス。

## リリース
アメリカでは2000年8月19日にテレビ放映され、その後DVD、VHSの販売に留まる。
日本では、2002年5月24日ソニー・ピクチャーズ・エンタテインメントよりVHSが販売されている。DVDは未発売（2015年1月現在）。 

## キャスト
- キーファー・サザーランド
- レベッカ・デモーネイ
- ダナ・デラニー
- アダム・ボールドウィン
- ジョアンナ・キャシディ
- マイケル・ラルフ
- ボビー・ジャコビー